# Poli(vinil-klorid)
Poli(vinil-klorid) (poli- + vinil + klorid; polivinilov klorid, tzv. samo „plastika“, ili skraćeno PVC) je plastomerni materijal građen od linearnih i razgranatih makromolekula opće formule –(-CH2-CHCl-)n-.

## Otkriće
Polivinil klorid je slučajno otkriven barem dva puta u 19. stoljeću, prvi put ga je otkrio Henri Victor Regnault 1835. godine, a drugi puta Eugen Baumann 1872. godine. Oba se puta polimer pojavio kao bijela krutina unutar boca vinil klorida koje su ostavljene na sunčevoj svjetlosti. U ranom 20. stoljeću ruski kemičar Ivan Ostromislensky i Fritz Klatter iz njemačkog kemijskog trgovačkog društva Griesheim-Elektron su pokušali koristiti polivinil klorid u komercijalnim proizvodima, ali je krhki polimer uzrokovao propast bilo kojeg proizvoda. Godine 1926. Waldo Semon i B.F. Goodrich Company osmislili su metodu plasticiziranja PVC-a miješajući ga s različitim aditivima. Rezultat je bio fleksibilniji i lakši za procesirati materijal koji je uskoro postigao veliku komercijalnu upotrebu.

## Vrste
Kruti poli(vinil-klorid) proziran je, tvrd, žilav i teško preradljiv materijal, vrlo postojan na utjecaj atmosferilija, dobrih dielektričnih svojstava. Međutim, izrazito je krt, što se otklanja kopolimerizacijom, npr. s vinil-acetatom, a potom miješanjem s drugim polimerima, npr. poliakrilatima.
Savitljivi poli(vinil-klorid) sadrži 20 do 30% omekšavala (najčešće estera dikarboksilnih kiselina, npr. dioktil-ftalata) i lako se prerađuje. S povećanjem udjela omekšavala smanjuju se prekidna čvrstoća, modul elastičnosti i staklište, a povećava se prekidno istezanje i udarna žilavost te poboljšavaju ukupna mehanička svojstva pri nižim temperaturama.
Pjenasti poli(vinil-klorid) se rabi u proizvodnji umjetne kože (tzv. skaj), presvlaka za namještaj i vozila, u izradbi putnih torbi, itd.

## Dobivanje i svojstva
PVC se većinom proizvodi postupkom kojeg nazivamo suspenzioni postupak polimerizacije. Suspenziona polimerizacija je diskontinuiran proces koji se odvija u zatvorenom proizvodnom sustavu. Ukapljeni vinil-klorid (monomer) dispergira se u demineraliziranoj vodi i polimerizira pomoću inicijatora polimerizacije uz dodatak sredstva za održavanja stabilnosti suspenzije. Reakcija polimerizacije započinje raspadom inicijatora.
Dobiva se radikalskom polimerizacijom vinil-klorida, najčešće u vodenoj suspenziji, ali i u masi, emulziji i otopini, pri 50 do 70 °C i tlaku od 7-13 bara:
N H2C=CH-Cl --> [-H2C-CH(Cl)-]n
Svojstva PVC-a mogu se mijenjati ugradnjom drugih monomera tijekom polimerizacije, npr. vinil-acetata ili viniliden-klorida, a i dodatkom mnogobrojnih stabilizatora, omekšavala (plastifikatora) i punila.

Tako je poznato više od stotinu modifikacija PVC-a u širokom rasponu svojstava, od tvrdoga i žilavoga do mekanoga i elastomernoga materijala, među kojima su kruti i savitljivi poli(vinil-kloridi) dvije temeljne vrste. Zahvaljujući širokoj primjeni potrošnja mu stalno raste i danas je veća od 37 x 106 t.
Ukupno trajanje tog procesa je oko 4 do 7 sati. Reakcija se prekida pri 85% pretvorbi monomera u polimer dodavanjem inhibitora reakcije u polimerizator. Budući da je reakcija polimerizacije egzotermna, mora se odvoditi toplina da bi se mogla kontrolirati temperatura samog procesa. Toplina se odvodi posredstvom plašta polimerizatora. Rashladni mediji su voda (oko 23 °C) i pothlađena voda (oko 5 °C). Neizreagirani monomer se otplinjavanjem odvodi u zaseban sustav kojeg nazivamo rekuperacija gdje se nakon komprimiranja ukapljuje i skladištikako bi se ponovno mogao koristiti u procesu. Vodena suspenzija PVC-a se odvodi dalje u spremnik za skladištenje suspenzije, a zatim se uvodi u kolonu za stripiranje gdje se suspenziji oduzima monomer. Demonomerizirana suspenzija se skladišti u spremnicima suspenzije odakle se odvodi na centrifugiranje gdje se oduzima većina vode iz PVC-a, dok se ostatak vlage (vode) oduzima u rotacionom sušioniku strujom vrućeg zraka. Osušeni proizvod se ciklonima odvaja od zraka, potom se prosijavate se prebacuje pneumatskim transportom u silose na skladištenje kao gotov proizvod
U smislu donesene dobiti, PVC je jedan od najvrjednijih proizvoda u kemijskoj industriji. Na svijetu je preko 50% proizvedenog PVC-a korišteno u građevini. Posljednjih nekoliko godina PVC je zamjenjivao tradicionalne građevne materijale kao što su drvo, beton i glina u mnogim područjima. Ipak je od nedavno više poticano korištenje zamjenskih materijala, zbog zabrinutosti za okoliš i zbog toksičnih svojstava PVC-a. Često se reciklira, i koristi se broj "3" kao simbol reciklaže.

## Prerađivanje
Poli(vinil-klorid) najviše prerađuje ekstrudiranjem i kalandriranjem te injekcijskim prešanjem, puhanjem i vakuumskim oblikovanjem.

## Uporaba i primjena
Ima mnogostruku primjenu, u prvome redu u građevinarstvu za izradbu prozorskih okvira, oluka, roleta, tapeta, podnoga linoleuma, odvodnih cjevovoda, itd. Dobrih je električnih izolacijskih svojstava pa u elektroindustriji služi za izradbu kućišta, a najviše za izolaciju električnih kabela.

Nadalje uvelike se koristi za proizvodnju ambalaže (boca, ambalaže za lijekove i kozmetiku), a zbog male propusnosti za vlagu i plinove rabi se u obliku folija za pakiranje živežnih namirnica. Također se koristi za izradbu medicinskih pomagala, auto dijelova, igračaka, namještaja, itd.

U pirotehnici se koristi za davanje, žutih, zelenih i crvenih boja.

## Problem u svijetu i toksičnost
Upravo zbog svoje raširenosti postaje jedan od velikih ekoloških problema, čemu pridonosi i njegova toksičnost u svim fazama od proizvodnje, preko upotrebe do odlaganja.
Nusprodukt proizvodnje PVC-a su dioksini - jedan od najtoksičnijih ikad stvorenih kemijskih spojeva. Već u izuzetno malim količinama uzrokuje tumore, bolesti endokrinih žlijezda, smanjenje imuniteta, dijabetes, kožne probleme, te ugrožava reproduktivnu sposobnost. I drugi toksični spojevi, nusprodukti proizvodnje PVC-a, poput etilen diklorida ili vinil klorida, također se u ispušnim plinovima i otpadnim vodama ispuštaju u okoliš.